# Порлеца
Порлеца (итал. Porlezza) је насеље у Италији у округу Комо, региону Ломбардија.
Према процени из 2011. у насељу је живело 4274 становника. Насеље се налази на надморској висини од 285 м.

## Становништво
Према резултатима пописа становништва 2011. у општини је живело 4.661 становника.
| 1931. | 1936. | 1951. | 1961. | 1971. | 1981. | 1991. | 2001. | 2011. |
| ----- | ----- | ----- | ----- | ----- | ----- | ----- | ----- | ----- |
| 2.257 | 2.188 | 2.272 | 2.336 | 3.041 | 3.700 | 3.928 | 4.144 | 4.661 |